# Martin Marmgren
Martin Marmgren, född 8 april 1975 i Mölndal, är en svensk polis, civilingenjör i teknisk fysisk, och miljöpartistisk politiker. Han var under januari–september 2022 tjänstgörande riksdagsledamot, invald för Stockholms läns valkrets.
Marmgren arbetade under det tidiga 2000-talet som civilingenjör med radarsystem på Ericsson. Han deltog han i ett brasilianskt projekt i Amazonas och var stationerad i Grekland för ett samarbete med det grekiska flygvapnet. Senare skolade han dock om sig till polis, och var gruppchef i Järva innan han tjänstgjorde i riksdagen 2022.
Marmgren är ledamot i Miljöpartiets styrelse, och har sedan han blev medlem cirka 2010 utvecklat partipolitiken kring lag och ordning. Han kandiderade i partiets språkrörsval 2023 men drog sig ur veckan innan kongressen på grund av bristande stöd. Istället uttryckte han sitt stöd för Magnus P Wåhlins kandidatur.